# مولوتشيو
هي مدينة تقع في مقاطعة ريدجو كالابريا في إيطاليا . قدر عدد سكانها بنهاية 2004 ب 2700 نسمة. على مساحة 37,3 كم2

## السكان
في سنة 1861 بلغ عدد السكان 2٬162 نسمة، وتطور العدد ليصل في سنة 2011 لـ 2٬643 نسمة.
يظهر هذا المخطط البياني تطور النمو السكاني لـ مولوتشيو